# Saint-Aubert-sur-Orne
Saint-Aubert-sur-Orne là một xã trong tỉnh Orne, vùng Normandie tây bắc nước Pháp. Xã Saint-Aubert-sur-Orne nằm ở khu vực có độ cao trung bình 253 mét trên mực nước biển.